# BASIC-Staaten

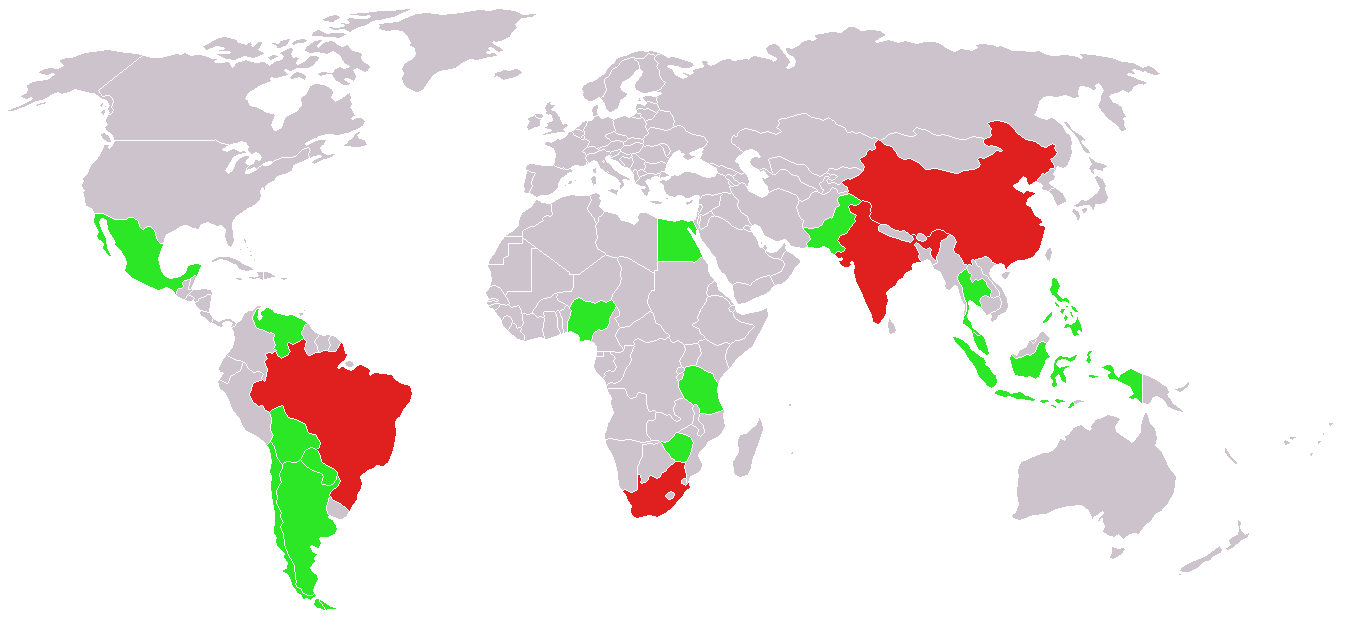
BASIC-Staaten (rot)

Als BASIC-Staaten wird eine Gruppe von vier großen Schwellenländern – Brasilien, Südafrika, Indien und China – bezeichnet, die sich mit einem Abkommen vom 28. November 2009 verpflichtet hatten, auf der UN-Klimakonferenz, die vom 7. bis 18. Dezember 2009 in Kopenhagen stattfand, gemeinsam zu agieren.
Diese neue geopolitische Allianz wurde von China initiiert und angeführt. Sie spielte eine maßgebliche Rolle bei der Aushandlung des „Copenhagen Accord“ (auch „Übereinkunft von Kopenhagen“ genannt) mit den Vereinigten Staaten. Dieses zentrale Abschlussdokument der Kopenhagener Konferenz wurde allerdings von den Teilnehmerstaaten nur zur Kenntnis genommen und nicht förmlich verabschiedet und ist deshalb rechtlich nicht verbindlich.
Auf ihrem Treffen in Kapstadt im April 2010 traten die Umweltminister dieser vier Staaten für den Abschluss eines rechtlich bindenden Abkommens und eine langfristige Zusammenarbeit unter der UN-Klimakonvention (UNFCCC) und ihrem Kyoto-Protokoll auf der nächsten UN-Klimakonferenz im November 2010 in Cancún, Mexiko, ein, bzw. spätestens auf der folgenden Konferenz im Jahre 2011 in Südafrika.